# Aeropuerto de Utila
El Aeropuerto de Utila (IATA: UII, OACI: MHUT) es un aeropuerto que sirve a Utila, en las Islas de la Bahía, Honduras. El Aeropuerto de Utila controla el tráfico aéreo regional e internacional para la ciudad de Utila. El aeropuerto ofrece servicio de varias aerolíneas con vuelos comerciales diarios y también tiene numerosas operaciones de avionetas privadas y de vuelos chárter.
La isla de Utila está a 36 kilómetros de la ciudad de La Ceiba. El aeropuerto en sí está ubicado a unos 1,6 kilómetros al nordeste de la ciudad de Utila. La aproximación y los despegues desde el nordeste son sobre el agua.
El VOR-DME de Utila (ident: UTI) está a 600 metros al sur de la pista de aterrizaje. El VOR-DME de El Bonito (Ident: BTO) está localizado a unos 41,9 kilómetros al sur del aeropuerto en territorio hondureño.

## Aerolíneas y destinos
| Aerolíneas      | Destinos                         |
| --------------- | -------------------------------- |
| Aerolíneas Sosa | La Ceiba                         |
| CM Airlines     | La Ceiba, Roatán, San Pedro Sula |

## Incidentes y accidentes
- El 10 de mayo de 2009, un BAe Jetstream 32 en un vuelo ilegal se quedó sin combustible y chocó al poco de la pista de aterrizaje, causando el fallecimiento de sus tres pasajeros.[3]
- El 4 de abril de 1990, un De Havilland DHC-6 Twin Otter de Isleña Airlines chocó en el agua a unos 53 metros de la pista de aterrizaje. Hubo algunos daños menores entre sus veinte pasajeros y tripulantes a bordo. La tripulación reportó que el sol les había cegado durante la aproximación a la pista.[4]
- El 28 de mayo de 1980, un Douglas C-47 de SAHSApadeció de daños sustanciales después de que el engranaje extendido le pegó a una pared durante su aproximación a la pista. Esto causó que la aeronave pegara la tierra causando algunos daños.[5]